# 川崎和也
川崎 和也（かわさき かずや、1991年 - ）は、日本のファッションデザイナー、デザイン研究者、実業家。Synflux株式会社代表取締役CEO。

## 略歴
1991年生まれ。2018年に、慶應義塾大学大学院政策・メディア研究科エクスデザインプログラム修士課程修了（デザイン）。2019年には、Synflux株式会社を創業。2021年、経済産業省による「これからのファッションを考える研究会 ～ファッション未来研究会～」の委員も務めた。
専門は、デザインリサーチとファッションデザインの実践的研究。人工知能や人工生命をファッションデザインに取り入れつつ、ファッションが持つ思索的創造性を探求する製品、サービス、システムの社会実装に従事している。

## Synflux
Synflux株式会社は、川崎和也と佐野虎太郎によって設立されたスペキュラティヴ・ファッションラボラトリー。「惑星のためのファッション」をミッションに掲げ、Algorithmic Coutureをはじめとした、持続可能なデザインのためのシステムの開発と実装を行なっている。

## 受賞
- 2022年、第41回 毎日ファッション大賞 新人賞・資生堂奨励賞
- 2020年、WWD JAPAN NEXT LEADERS 2020
- 2020年、Dezeen Design Award Longlist
- 2019年、Forbes Japan 30 under 30 2019
- 2019年、H&M Foundation Global Change Award 特別賞
- 2018年、文化庁メディア芸術祭アート部門審査委員会推薦作品選出
- 2018年、Wired Creative Hack Award特別賞
- 2018年、YouFab Global Creative Awardノミネート
- 2017年、STARTS PRIZE Nomination

## 著書

### 監修・編著
- 『SPECULATIONS 人間中心主義のデザインをこえて』BNN、2019年　ISBN 978-4802511391

### 共著・編著
- 『サステナブル・ファッション ありうるかもしれない未来』学芸出版社、2022年　ISBN 978-4761528287

### 寄稿
- 『建築をあたらしくする言葉』TOTO出版、2024年　ISBN 978-4887064102
- 『クリティカル・ワード ファッションスタディーズ 私と社会と衣服の関係』フィルムアート社、2022年　ISBN 978-4845921096